# Catopsis morreniana
Espèce
Synonymes
- Catopsis bakeri Mez
- Catopsis brevifolia Mez & Wercklé

Catopsis morreniana est une espèce de plantes à fleurs de la famille des Bromeliaceae, présente dans les régions tropicales en Amérique centrale.

## Synonymes
- Catopsis bakeri Mez
- Catopsis brevifolia Mez & Wercklé

## Distribution
L'espèce est présente au Mexique et en Amérique centrale, au Belize, au Costa Rica, au Guatemala, au Honduras, au Nicaragua, au Salvador. 

## Description
L'espèce est épiphyte.